# La Ferrière (Isère)
Pour les articles homonymes, voir La Ferrière.
La Ferrière est une ancienne commune française située dans le département de l'Isère, en région Auvergne-Rhône-Alpes. Depuis le 1er janvier 2019, elle est une commune déléguée de la commune nouvelle du Haut-Bréda.
Outre le bourg, elle comprend 16 hameaux dont Le Grand Thiervoz, Le Curtillard et Fond de France.
Ses habitants sont appelés les Biassus. Le village est traversé par le torrent du Bréda.

## Géographie
La vallée du Haut Bréda est une ancienne vallée glaciaire longue de près de 20 km, dominée par de hautes montagnes dont le point culminant est le rocher Blanc (2 928 m). Elle descend en larges escaliers depuis Fond de France jusqu'à Allevard. Ses pentes très marquées sont adoucies par les cônes de déjection des divers torrents qui dévalent de tous côtés. Le torrent principal, le Bréda, prend sa source dans la vallée suspendue des Sept Laux. Le torrent de la Grande Valloire, son principal affluent de la rive droite, vient du site appelé « les Trois Laux ».
Les pentes de la vallée sont recouvertes de forêts, essentiellement des conifères (épicéas surtout et mélèzes) mêlés de feuillus (érables, frênes et hêtres) en fonction de l'étagement, et sont dominées par de hauts alpages où vaches et moutons montent en estive de juin à septembre. Ces alpages constituent en hiver de vastes espaces pour le ski de randonnée, le ski de fond ou la raquette.

### Sites géologiques remarquables
Le « granite des Sept Laux », qu'on peut observer affleurer aux alentours du refuge des Sept Laux, est géologiquement remarquable. En 2014, il est classé « trois étoiles » à l'« Inventaire du patrimoine géologique ».

### Lieux-dits et écarts
La commune comporte un bourg-centre et 16 hameaux qui s’éparpillent dans le fond et sur les contreforts de la vallée. Du hameau de Fond de France on accède au Pleynet, entrée de la station des Sept Laux depuis la vallée du Haut Bréda.

## Sports

### Station de sports d'hiver
La commune abrite Le Pleynet, une station de sports d'hiver des Sept-Laux.

## Toponymie
Le toponyme « La Ferrière » fait explicitement référence à l'exploitation du fer. Un village doté d'un moulin et d'une église, nommé burgo ferrarias ou in loco ferrariarum, est signalé dans un acte du cartulaire de Domène en 1090, attestant qu'existait au moins à partir du XIe siècle une exploitation par les habitants du minerai de fer de surface.
Les habitants de la Ferrière sont appelés les Ferriérins, mais également les Biassus. Ce surnom patoisant viendrait du panier, la biasse, que les mineurs portaient sur le dos pour effectuer les transports sur les chemins pierreux et pentus des Ayettes, du Montouvrard et des autres hameaux menant aux mines de fer.

## Histoire

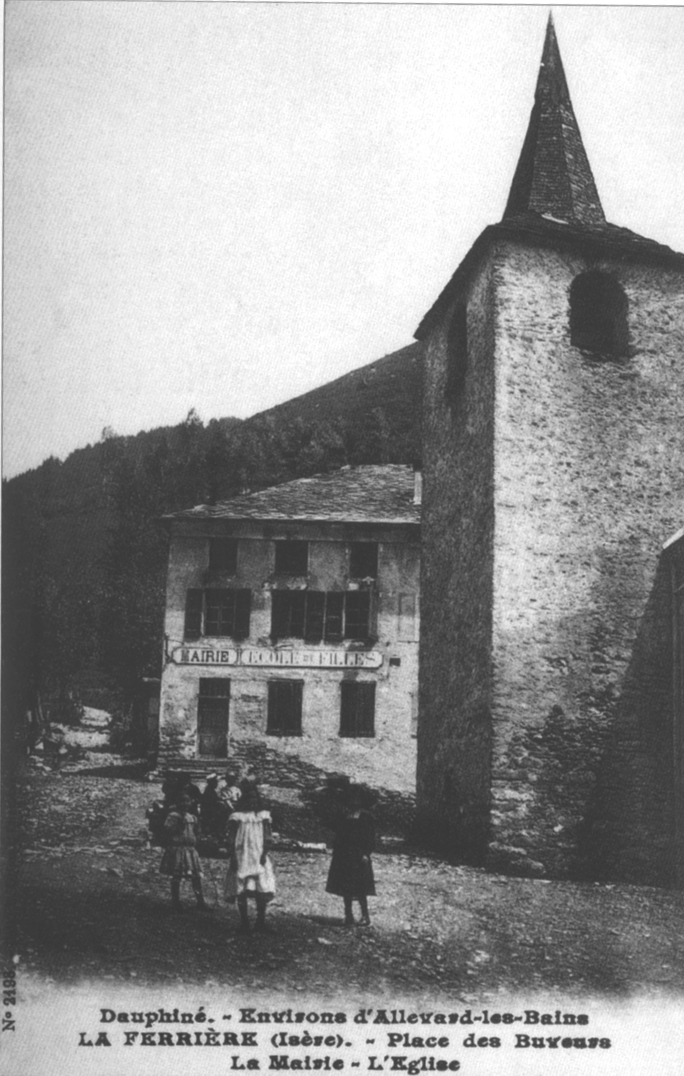
La mairie, l'école des filles et le clocher de l'église au début du XXe siècle.

Depuis le XIe siècle, l'exploitation des gisements de fer sur la commune est certaine, mais elle pourrait être encore plus ancienne. Un texte attribué à Pierre le Vénérable, abbé de Cluny de 1122 à 1156, visitant les premiers pères chartreux indique « Il y a dans le diocèse de Grenoble un lieu riche en filons de mines de fer que les habitants et les gens de la campagne retirent à grande sueur, préparent et purifient dans des fourneaux, et vendent avec bénéfice dans les environs... De là on a appelé Ferrière le lieu qu'habitent ces hommes. ».
On ne connaît pas de vestiges de fortifications du Moyen Âge sur la commune, mais le lieu-dit du Châtelard fait supposer à Eric Tasset qu'il y avait un châtelard aux environs, peut-être une motte castrale du XIe siècle ou XIIe siècle, et probablement une tour au lieu-dit homonyme. Le cartulaire de Domène atteste la présence de l'église vers 1090.
De tous temps, cette vallée a été habitée et relativement peuplée, malgré son isolement et sa situation à la frontière de la Savoie, indépendante jusqu’en 1860. Selon les premiers recensements retrouvés, à la fin du XVIIIe siècle, la commune comprenait encore plus de 1 000 habitants en 1790 et 1229 en 1826. Ensuite, la population a subi une décrue lente et régulière : 1 000 en 1861, 800 en 1891, 600 en 1921, 400 en 1954, 200 en 1975… Les raisons en sont, comme dans nombre de villages, le départ des agriculteurs vers les villes à la suite de la révolution industrielle et l’impact des deux guerres mondiales. Depuis, le nombre d’habitants est resté pratiquement stable, avec une légère remontée ces dernières années.
Très tôt, le fer, qui a donné son nom au village (burgo ferrarias attesté en 1090), a été exploité, d’abord de façon artisanale, puis par les maîtres de forge d’Allevard. Ce travail s’est « industrialisé » de plus en plus à partir du XVIIe siècle : c’est en fer d’Allevard qu’ont été fabriqués les canons de Louis XIV et les premiers blindages des navires au XIXe siècle.
Les paysans de la vallée ont longtemps partagé leur temps entre plusieurs activités : une petite agriculture de subsistance, l’élevage, l’exploitation du bois pour leurs besoins propres et la fabrication de charbon de bois (pour « griller » le minerai de fer), et enfin le travail dans les mines de fer. 
À la fin du XIXe siècle s’est ajoutée, dans la vallée, l’exploitation hydroélectrique du Bréda : barrages aux Sept Laux, conduites forcées, usines à Fond-de-France, la Ferrière, Pinsot et enfin Allevard.
Maintenant, la vallée a retrouvé une vie économique active avec le tourisme et la pratique de diverses activités sportives et de détente (l’été : promenade, randonnée pédestre, VTT, équitation, etc. ; l’hiver : ski à la station des Sept Laux), sans oublier les témoins du passé (granges, fontaines…) qui enchantent les amoureux des vieilles pierres.
Le 1er janvier 2019, la commune fusionne avec Pinsot pour former la commune nouvelle du Haut-Bréda dont la création est actée par un arrêté préfectoral du 18 décembre 2018.

## Politique et administration
| Période                                  | Période | Identité        | Étiquette | Qualité  |
| ---------------------------------------- | ------- | --------------- | --------- | -------- |
| avant 1981                               | ?       | Gaston Tavel    | PS        |          |
| 2001                                     | 2004    | François Moulin |           |          |
| 2004                                     | 2008    | Claude Boullier |           |          |
| 2008                                     | 2019    | Gérard Cohard   | SE        | Retraité |
| Les données manquantes sont à compléter. |         |                 |           |          |

## Démographie
L'évolution du nombre d'habitants est connue à travers les recensements de la population effectués dans la commune depuis 1793. Pour les communes de moins de 10 000 habitants, une enquête de recensement portant sur toute la population est réalisée tous les cinq ans, les populations de référence des années intermédiaires étant quant à elles estimées par interpolation ou extrapolation. Pour la commune, le premier recensement exhaustif entrant dans le cadre du nouveau dispositif a été réalisé en 2004.

En 2016, la commune comptait 230 habitants, en évolution de +0,88 % par rapport à 2010 (Isère : +3,07 %, France hors Mayotte : +2,11 %).
| 1793  | 1800  | 1806  | 1821  | 1831  | 1836  | 1841  | 1846  | 1851  |
| ----- | ----- | ----- | ----- | ----- | ----- | ----- | ----- | ----- |
| 1 084 | 1 166 | 1 096 | 1 220 | 1 201 | 1 112 | 1 125 | 1 178 | 1 169 |

| 1856  | 1861  | 1866 | 1872 | 1876 | 1881 | 1886 | 1891 | 1896 |
| ----- | ----- | ---- | ---- | ---- | ---- | ---- | ---- | ---- |
| 1 135 | 1 005 | 952  | 917  | 891  | 883  | 865  | 789  | 764  |

| 1901 | 1906 | 1911 | 1921 | 1926 | 1931 | 1936 | 1946 | 1954 |
| ---- | ---- | ---- | ---- | ---- | ---- | ---- | ---- | ---- |
| 724  | 724  | 652  | 571  | 542  | 513  | 479  | 486  | 375  |

| 1962 | 1968 | 1975 | 1982 | 1990 | 1999 | 2004 | 2006 | 2009 |
| ---- | ---- | ---- | ---- | ---- | ---- | ---- | ---- | ---- |
| 252  | 245  | 189  | 204  | 191  | 214  | 222  | 225  | 226  |

| 2014 | 2016 | - | - | - | - | - | - | - |
| ---- | ---- | - | - | - | - | - | - | - |
| 231  | 230  | - | - | - | - | - | - | - |

## Sports
- randonnées
- ski de fond et ski alpin aux stations de Prapoutel, Pipet, Pleynet (Les Sept-Laux)

## Culture locale et patrimoine

### Lieux et monuments

#### Patrimoine religieux
- église Saint-Maximin (ou Maximilien), du XIXe siècle[6], en remplacement d'une église Saint-Maxime, citée dès 1090 dans le cartulaire de Domène : « in loco Ferrariarum et burgo Ferrariis », comme dépendance du prieuré de Domène. Elle a probablement conservé le clocher roman de l’ancienne église qui abrite dans son beffroi une cloche du XVIIIe siècle[14].

#### Patrimoine civil

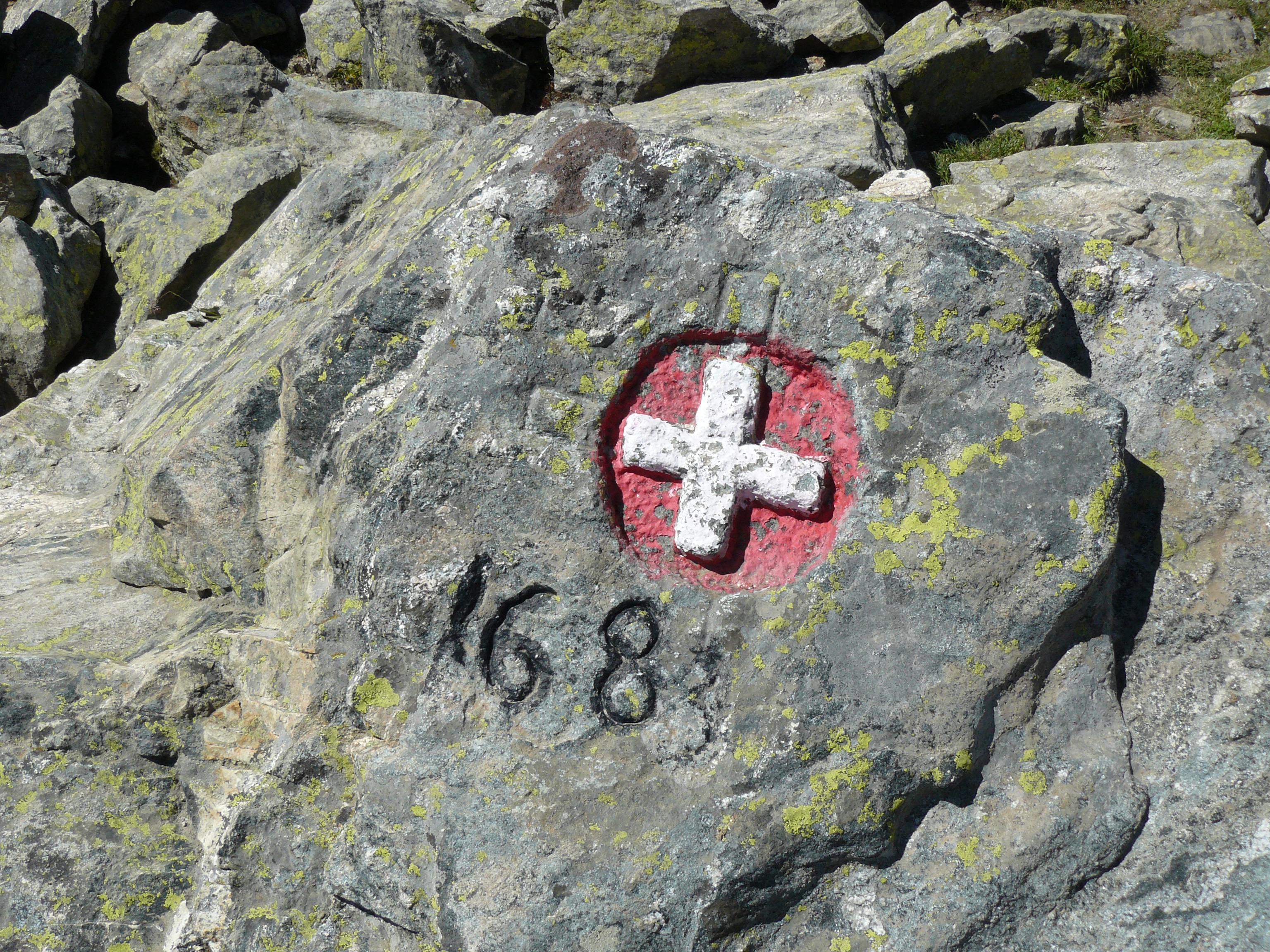
Blason du duché de Savoie.

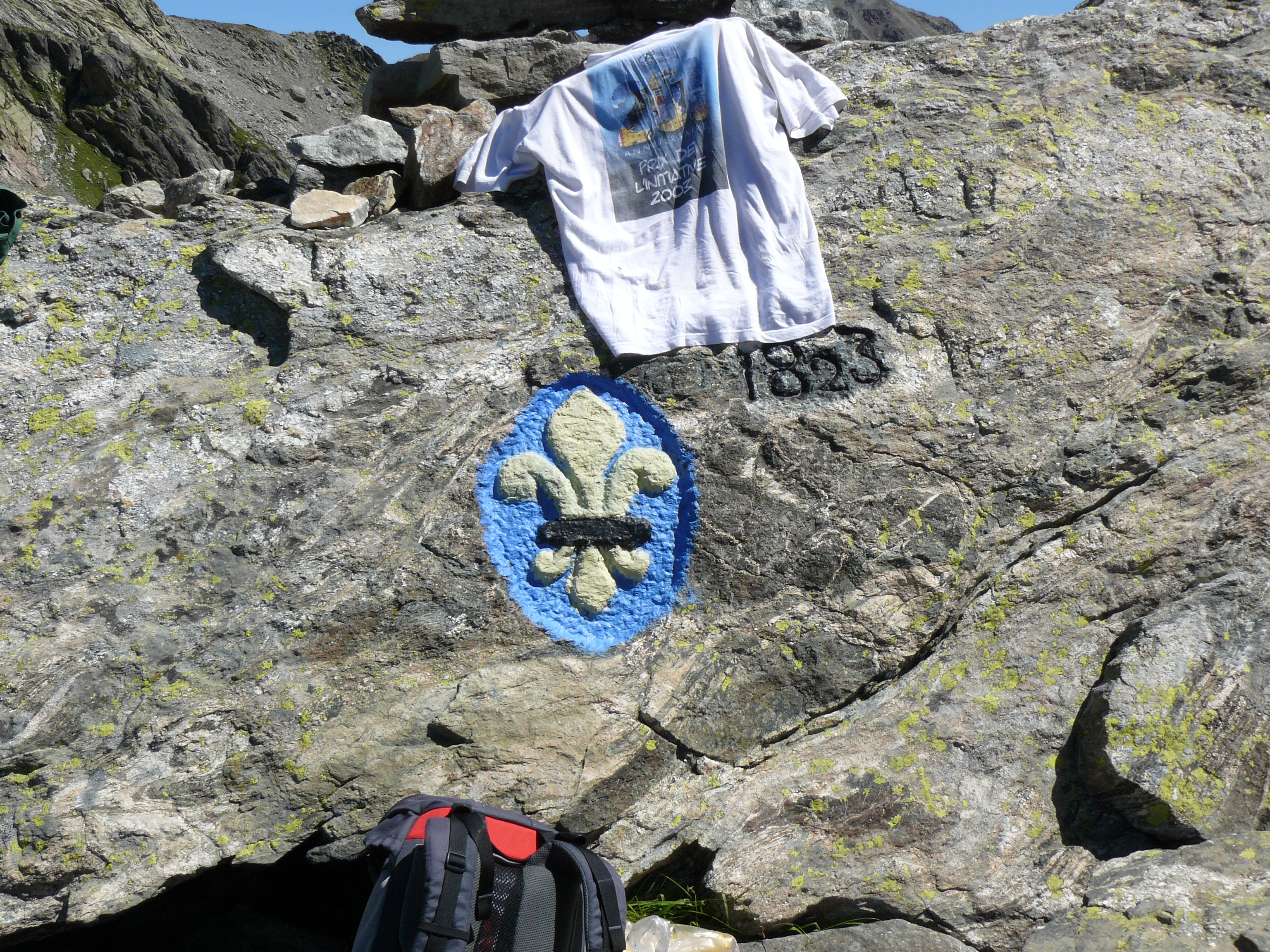
Blason du royaume de France.

- Grange de l'Épinay, du XVIIIe siècle, labellisée Patrimoine en Isère[15].
- Le village était situé autrefois non loin de la frontière avec le duché de Savoie, on en retrouve la trace au Col de la Croix, (2 529 m), avec les blasons du royaume de France et du duché de Savoie.

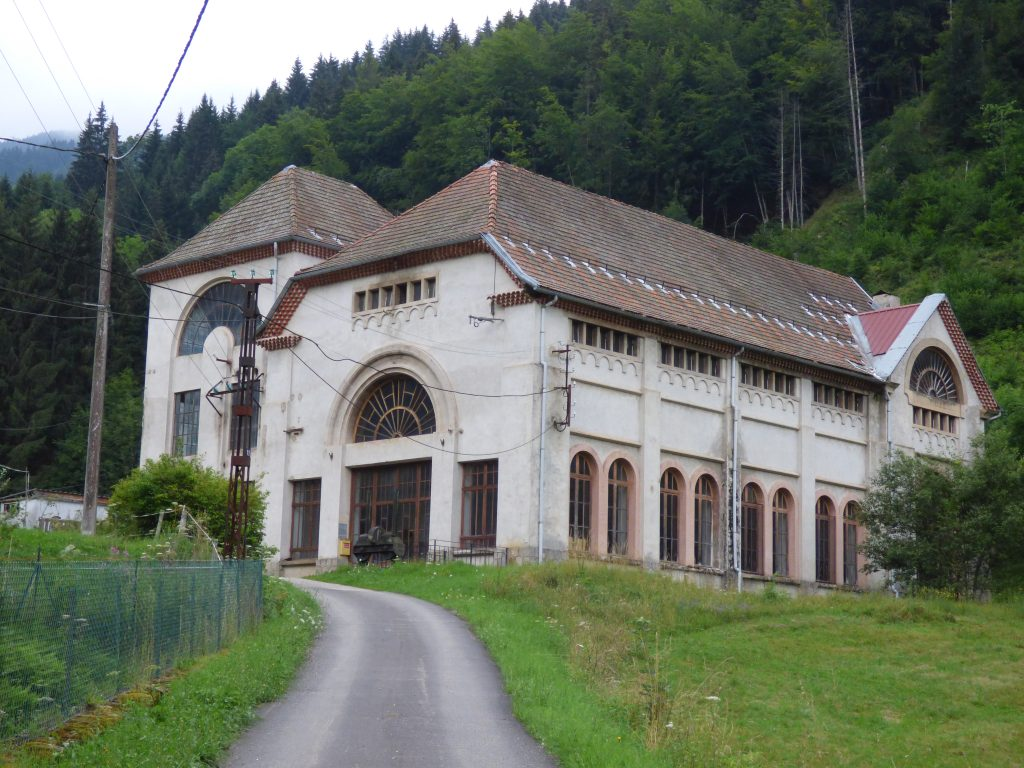
Centrale hydroélectrique du Prémoinet.

- La Centrale hydroélectrique de Prémoinet, utilisée jusqu'au XXIe siècle pour alimenter électriquement les papeteries de Lancey, est labellisée « Patrimoine du XXe siècle » de l'Isère depuis 2007. Cette centrale est toujours en fonctionnement.

#### Patrimoine naturel
La commune comprend six Zones naturelles protégées, ZNIEFF de type I :
1. Montagne de Tigneux[16]
2. Landes du col des Oudis[17]
3. Tourbières des Sept-Laux et du Crêt Luisard[18]
4. Montagne du Gleysin[19]
5. Versant oriental du massif des Sept Laux[20]
6. Versant ouest de la vallée des Villards[21]

- Lacs des Sept-Laux[6]
- Cascade du Pissou
- Barrage de Fond de France

### Personnalités liées à la commune
- Achille Chaper (1795-1874), maître de forges, exploite des mines de fer spathique sur les pics de Girondet, des Ramées, de Chagarin, et sur la Montagne du Bout[22].